# Myopordon thiebautii
Myopordon thiebautii là một loài thực vật có hoa trong họ Cúc. Loài này được (Genty) Wagenitz mô tả khoa học đầu tiên năm 1958.